# Kecamatan Bekasi Barat
Kecamatan Bekasi Barat är ett distrikt i Indonesien.   Det ligger i provinsen Jawa Barat, i den västra delen av landet, 14 km öster om huvudstaden Jakarta.